# The X Factor (album)
The X Factor – dziesiąty studyjny album heavymetalowej grupy Iron Maiden wydany w 1995 roku. Jako wokalista grupy wystąpił po raz pierwszy Blaze Bayley, który zastąpił chcącego skupić się na solowych wydawnictwach Bruce'a Dickinsona.
Płyta uważana za najbardziej pesymistyczną w twórczości grupy, jest to związane z tragediami życiowymi jej lidera, Steve'a Harrisa takimi jak rozwód i śmierć ojca.

## Lista utworów
1. "Sign of the Cross" (Harris) – 11:17
2. "Lord of the Flies" (Gers, Harris) – 5:03
3. "Man on the Edge" (Bayley, Gers) – 4:13
4. "Fortunes of War" (Harris) – 7:23
5. "Look for the Truth" (Bayley, Gers, Harris) – 5:10
6. "The Aftermath" (Bayley, Gers, Harris) – 6:20
7. "Judgement of Heaven" (Harris) – 5:12
8. "Blood on the World's Hands" (Harris) – 5:57
9. "The Edge of Darkness" (Bayley, Gers, Harris) – 6:39
10. "2 A.M." (Bayley, Gers, Harris) – 5:37
11. "The Unbeliever" (Gers, Harris) – 8:10

## Wykonawcy
- Blaze Bayley – śpiew
- Dave Murray – gitara elektryczna
- Janick Gers – gitara elektryczna
- Steve Harris – gitara basowa
- Nicko McBrain – perkusja